# Staatsfeindliche Bewegung
Staatsfeindliche Bewegung ist ein Begriff des österreichischen Strafrechts. § 247a des Strafgesetzbuches (StGB) verbietet unter gewissen Bedingungen die Gründung, führende Betätigung in, Teilnahme an und Unterstützung einer solchen Bewegung. Das Delikt wurde im Zuge der Strafgesetznovelle 2017 neu eingeführt und stellte primär eine Reaktion auf das vermehrte Auftreten sogenannter Staatsverweigerer, die die Republik Österreich nicht anerkennen und sich teilweise selbst staatlicher (Hoheits-)Rechte anmaßen, dar. Es ist vom Verbot staatsfeindlicher Verbindungen nach § 246 StGB zu unterscheiden.

## Geschichte
Parallel zu ähnlichen Entwicklungen in Deutschland traten laut Regierungsvorlage zur Strafgesetznovelle 2017 auch in Österreich etwa ab Mitte 2014 vermehrt Gruppierungen auf, die Hoheitsrechte der Republik Österreich ablehnten. Dazu zählte die Regierung Gruppen wie die Freemen, die Reichsbürger, den One People’s Public Trust (OPPT), den Staatenbund Österreich und andere. Gemeinsam sei diesen Gruppen, dass sie basierend auf „Verschwörungstheorien und selbsterfundene[n] rechtliche[n] Konstrukten“ die Legitimation von Nationalstaaten in Frage stellen oder eigene vermeintliche Rechte über die Hoheitsbefugnisse des Staates stellen würden. Oft würden beispielsweise die Entrichtung von Steuern und die Einhaltung staatlicher Gesetze abgelehnt. Die Reaktionen der Anhänger dieser Bewegungen auf staatliches Handeln gegen sie reiche von zahlreichen unbegründeten Eingaben (Querulantentum) bis hin zu Drohungen und Gewalt gegen Beamte. Anfang 2017 schätzte das Innenministerium die Größe dieser Szene in Österreich auf etwa 1.100 Personen.
Die Idee der Schaffung eines eigenen Straftatbestandes zu dieser Problematik fand sich zunächst im Jänner 2017 präsentierten Arbeitsprogramm 2017/18 der Bundesregierung Kern. Am 20. Februar 2017 veröffentlichte das Justizministerium einen Entwurf, der unter anderem eben das neue Verbot staatsfeindlicher Bewegungen enthielt. Die Bestimmung stieß im Begutachtungsverfahren auf viel Kritik. Einerseits wurde die Notwendigkeit eines eigenen Tatbestandes angezweifelt, andererseits die Formulierung als zu unbestimmt angesehen und die Befürchtung geäußert, das Delikt könnte in Zukunft auch gegen politisch unliebsame oder zivilgesellschaftliche Gruppen zur Anwendung kommen. In der Regierungsvorlage wurde die Bestimmung daher gegenüber dem Entwurf konkretisiert, was die meisten Kritiker aber nicht zufriedenstellte. Die Novelle wurde am 28. Juni 2017 im Nationalrat mit den Stimmen der Koalitionspartner SPÖ und ÖVP sowie des Team Stronach beschlossen, die Oppositionsparteien FPÖ, Grüne und Neos blieben bei ihrer Kritik und sprachen von „Gesinnungsstrafrecht“. Der neue § 247a StGB trat mit 1. September 2017 in Kraft.

## Tatbestand und Systematik
§ 247a Abs. 3 StGB definiert eine staatsfeindliche Bewegung wie folgt:
Es muss daher längerfristig eine gänzliche Ablehnung der Hoheitsrechte (und nicht bloß einzelner Entscheidungen oder Normen) vorliegen. „Viele Menschen“ sind nach der Literatur zumindest etwa 30 Personen. Und gesetzwidrig meint vor allem, aber nicht nur, gegen das Strafrecht verstoßende Vorgangsweisen. Eine bestimmte (detaillierte) Organisationsstruktur oder dass sich die einzelnen Teilnehmer überhaupt persönlich kennen, ist dafür nicht notwendig. Nicht als staatsfeindliche Bewegungen eingestuft werden sollen jedenfalls „gewaltfreie Proteste, Demonstrationen oder sonstige Aktionen, die eine kritische Auseinandersetzung mit Politik, dem Staat, Politikern oder auch einzelnen Entscheidungen der Behörden zum Gegenstand haben oder versuchen, ein Überdenken der Entscheidung zu erreichen“ (die Regierungsvorlage nennt als Beispiel dafür die Besetzung der Hainburger Au).
Beiträge zu einer solchen staatsfeindlichen Bewegung sind jedoch erst strafbar, sobald ein Teilnehmer der Bewegung „eine ernstzunehmende Handlung ausgeführt oder zu ihr beigetragen hat, in der sich die staatsfeindliche Ausrichtung eindeutig manifestiert“ (Abs. 1). Wann eine Handlung „ernstzunehmen“ ist, bereitet gewisse Schwierigkeiten. Nach der Regierungsvorlage ist eine Handlung „dann ernst zu nehmen, wenn sie ernst gemeint ist“ und, sofern sie in einer Ankündigung besteht, auch verwirklichbar erscheint.
Konkret verboten werden zunächst in Abs. 1 die Gründung einer und die führende Betätigung in einer staatsfeindlichen Bewegung (Strafdrohung bis zu zwei Jahre Freiheitsstrafe). Führend betätigt sich, wer anderen Mitgliedern gegenüber Anordnungen erteilen darf, wobei dies auch nur einen Teilbereich umfassen kann.  Abs. 2 verbietet schließlich die (bloße) Teilnahme mit dem Vorsatz, dadurch die Begehung von staatsfeindlichen Handlungen zu fördern, sowie die erhebliche Unterstützung einer Bewegung (Strafdrohung bis zu ein Jahr Freiheitsstrafe oder 720 Tagessätze Geldstrafe). Wird die Bewegung finanziell unterstützt, ist erst ein Betrag von mindestens 30.000 Euro „erheblich“.
Nicht nach diesem Delikt zu bestrafen ist gemäß § 247a Abs. 5 StGB, „wer sich freiwillig und bevor die Behörde von seinem Verschulden erfahren hat, aus der Bewegung in einer Weise zurückzieht, die eindeutig zu erkennen gibt, dass die staatsfeindliche Ausrichtung nicht mehr unterstützt wird“ (tätige Reue).
§ 247a findet sich im vierzehnten Abschnitt des Besonderen Teils des StGB, Hochverrat und andere Angriffe gegen den Staat. Geschütztes Rechtsgut ist der physische und rechtliche (Fort-)Bestand der Republik Österreich als Ganzes, ihrer Gebietskörperschaften und Selbstverwaltungsträger.